# Bangui (Ilocos Norte)
Bangui ist eine Stadtgemeinde in der philippinischen Provinz Ilocos Norte und grenzt im Norden an das Südchinesische Meer. Im Jahre 2015 zählte sie 14.672 Einwohner.
Bangui ist in die folgenden 15 Baranggays aufgeteilt:
| - Abaca - Bacsil - Banban - Baruyen - Dadaor - Lanao - Malasin - Manayon | - Masikil - Nagbalagan - Payac - San Isidro - San Lorenzo - Taguiporo - Utol |